# 袁瑞臨道
袁瑞臨道，清朝设置的道，属于江西省。
原为江西驿盐道，驻南昌府，管理江西驿盐事务。雍正九年（1731年），分巡袁州府、瑞州府、临江府，改为袁瑞临道。乾隆十三年（1748年）为督理江西通省驿传盐法道兼巡袁瑞臨等处地方，按察使司副使衔。乾隆二十三年（1758年），兼水利衔。光绪年间称盐法兼巡袁瑞臨道，光绪三十四年（1908年），增南昌府，称盐法兼巡南瑞袁臨道。宣统元年（1909年），盐法事务归布政使司管辖，改名分巡南瑞袁臨兵备道，改驻萍乡县。下辖南昌府、袁州府、瑞州府、临江府。民国改为豫章道。